# Eduard Bucher
Eduard Bucher (voller Name: Eduard Adolf Bucher) (* 1. August 1865 in Buochs; † 10. Juli 1943 ebenda) war ein Schweizer Politiker. Von 1919 bis 1922 gehörte er als Vertreter der Konservativen dem Regierungsrat des Kantons Nidwalden an.

## Leben
Eduard Bucher wurde als Sohn des Regierungsrats Peter Bucher und der Anna Schriber geboren. Nach der Schulzeit wurde er Landwirt und Älpler, Bucher  bewirtschaftete die Höfe Stigli (drum von seinen Mitbürgern Stigli Eduard genannt) und Linden, wo er auch Most produzierte. Zudem lebte er als Alpgenosse im Sommer auf den Alpen Wandfluh und Trübsee, wo er bei der Käseherstellung half.    
Trotz seiner Herkunft aus einer politischen Familie trat Eduard Bucher sein erstes Amt auf Gemeindestufe erst im Jahr 1896 an, als er Mitglied des Gemeinderats von Buochs wurde. Nach seinem Austritt aus dem Gemeinderat wurde Bucher 1908 Mitglied des Armenrats. Im Jahr 1923 wurde er Kirchmeier (Präsident des Kirchenrats). Zwischen 1926 und 1931 war er nur noch einfaches Mitglied des Kirchenrats.
Auf kantonaler Ebene war Eduard Bucher ein Spätzünder. Sein erstes politisches Amt auf dieser Stufe trat er 1919, im Alter von 54 Jahren, an. Das Volk wählte ihn an der Landsgemeinde 1919 in den Regierungsrat. Er blieb drei Jahre Mitglied der Nidwaldner Regierung. Ab 1919 war Bucher für etliche Jahre auch Mitglied der Güterschatzungskommission. Das Jahr 1926 brachte die Wahl ins Obergericht des Kantons Nidwalden. Er übte dieses Amt bis 1937 aus. Und ab 1931 war Eduard Bucher zusätzlich Mitglied des Konskursgerichts (ab 1934 nur noch Ersatzmitglied). 
Eduard Bucher heiratete am 13. Mai 1892 in Buochs Anna Niederberger. Aus dieser Ehe stammen sechs Kinder (vier Söhne und zwei Töchter). Ein Sohn starb als Kleinkind. Sein Bruder Alois Bucher war ebenfalls Regierungsrat. Eduard Bucher war von 1932 bis 1939 Präsident der Alpgenossenversammlung Nidwalden.

## Quelle
- Neues Stammbuch. Band V, Bucher, 11 (4) (Seiten 16 und 17).